# Þórðr Kolbeinsson
Þórðr Kolbeinsson (Thordhur, n. 980) fue un vikingo y escaldo de Dölum, Dalasýsla en Islandia. Era poeta de la corte del jarl de Lade Eiríkr Hákonarson y unas 17 estrofas de su poesía se han conservado en las sagas reales. El siguiente ejemplo trata sobre la campaña del jarl en Inglaterra con Canuto el Grande:
| Gollkennir lét gunni (grœðis hests) fyr vestan (Þundr vá leyfðr til landa) Lundún saman bundit; fekk regnþorinn Rökkva rann, of þingamönnum, ýglig högg, þars eggjar Ulfkell, bláar skulfu. Eiríksdrápa 11, edición de Finnur Jónsson | Al oeste de Londres, el guerrero Fue a la guerra, El famoso navegante, Luchó por la tierra; Profundos cortes tuvo Ufkel Cuando chocaron sobre el carles Brillaron las espadas de acero: por lo que Sin problemas fluyen mis estrofas. Trad. Hermann Pálsson | Al oeste de la ciudad de Londres pasamos, Y nuestros caballos de mar amarrados, Y una lucha sangrienta comienza, Para ganar o perder las tierras de Inglaterra. La espada azul y la brillante lanza Yace el cadáver de Ulfkel allí, Nuestro Thing escucha el sonido de la guerra Nuestras grises flechas rebotan en sus escudos. Trad. Samuel Laing |  |

Þórðr es uno de los personajes principales de la saga de Bjarnar Hítdœlakappa, donde se le atribuyen muchos lausavísur. También aparece citado en la saga de Njál, saga de Grettir, saga de Gunnlaugs ormstungu, y saga Þórðar hreðu.
El hijo de Þórðr, Arnórr Þórðarson jarlaskáld, también fue un escaldo de gran prestigio.